# Bernhard Zimniok
Bernhard Zimniok (* 21. Juni 1953 in Schnaittenbach) ist ein deutscher Politiker der Alternative für Deutschland. Von 2019 bis 2024 war er Mitglied im Europäischen Parlament.

## Leben
Nach einer Lehre als Radio- und Fernsehtechniker sowie dem Absolvieren des Fachabiturs über den zweiten Bildungsweg studierte Zimniok Nachrichtentechnik und Politikwissenschaft im Nebenfach an der Universität der Bundeswehr. Er war 15 Jahre lang im Truppendienst bei der Bundeswehr tätig und war zuletzt Oberstleutnant bei der Luftlandedivision.
Als Legationsrat I. Klasse war er nach seiner beruflichen Karriere in der Bundeswehr an der Deutschen Botschaft in Damaskus und danach vier Jahre an der Deutschen Botschaft in Islamabad sowie als Director Security im Board of Directors des ISOI. Als Sicherheitsberater war Zimniok im Nahen Osten und in Afrika tätig.

## Politik
Im Zuge der Flüchtlingskrise im Jahr 2015 habe er entschieden, in die Alternative für Deutschland einzutreten.
Seit 2015 ist Zimniok Mitglied des AfD-Kreisverbands München West/Mitte. Nachdem seine Wahl in den Bundestag auf Listenplatz 17 im Zuge der Bundestagswahl 2017 noch gescheitert war, wurde Zimniok im Mai 2019 für die Alternative für Deutschland auf Listenplatz fünf als Abgeordneter ins Europaparlament gewählt. Er trat dort gemeinsam mit den anderen AfD-Abgeordneten der Fraktion Identität und Demokratie bei. Für seine Fraktion war Zimniok Mitglied im Ausschuss für Entwicklung. Des Weiteren war er stellvertretendes Mitglied im Ausschuss für auswärtige Angelegenheiten. Für die Europawahl 2024 erreichte er keinen Platz auf der Bundesliste der AfD mehr; er schied somit im Juli 2024 aus dem Europaparlament aus.
Seine Kernthemen sind die sogenannte „Islamisierung Deutschlands“, Entwicklungs-, Flüchtlings- und Migrationspolitik sowie Innere und Äußere Sicherheit.
In einem internen Parteichat machte Zimniok im Jahr 2018 den Vorschlag, vor einer Moschee einen Schweinekopf abzulegen.

## Privates
Zimniok lebt in München, ist verheiratet und hat einen erwachsenen Sohn.